# Tour de Mevlana
Le Tour de Mevlana (officiellement Konya Tour of Mevlana) est une course cycliste par étapes disputée en Turquie. Créée en 1990, l'épreuve fait partie du calendrier de l'UCI Europe Tour en 2007 puis depuis 2015 en catégorie 2.2. 
Un Tour de Mevlana juniors a également lieu en 2010. La compétition fait partie cette année-là du calendrier international junior en catégorie 2.1. L'édition 2020 est annulée à cause de l'épidémie de maladie à coronavirus.

## Palmarès

### Élites
| Année     | Vainqueur        | Deuxième            | Troisième              |
| --------- | ---------------- | ------------------- | ---------------------- |
| 1990      | Aziz Ay          | Ömer Ali Erikçi     | Ayhan Aytekin          |
| 1991      | Ayhan Aytekin    | Ömer Ali Erikçi     | Cenk Tufan             |
| 1992      | Yılmaz Erpamukcu | Erdinç Doğan        | Hüseyin Tiğli          |
| 1993      | Krasimir Krilov  | Alexander Pavlov    | Hüseyin Tiğli          |
| 1994      | Plamen Stoyanov  | Gabriel Toyev       | Alexander Arakelian    |
| 1995      | Ömer Ali Erikçi  | Vladimir Sdaçenko   | Tamer Vural            |
| 1996      | Bakev Roman      | Ghader Mizbani      | Ahad Kazemi            |
| 1997      | Cenk Tufan       | Ayhan Aytekin       | Nevzat Kiral           |
| 1998      | Sergey Sergeev   | Ivaïlo Gabrovski    | V. Marakyon            |
| 1999      | Mert Mutlu       | Krow Tehenko        | Vassili Zaika          |
| 2000      | Mert Mutlu       | Kemal Küçükbay      | Gabriel Pop            |
| 2001-2006 | Non disputé      |                     |                        |
| 2007      | Kemal Küçükbay   | Svetoslav Tchanliev | Giorgi Nadiradze       |
| 2008-2014 | Non disputé      |                     |                        |
| 2015      | Ahmet Örken      | Bekir Baki Akırşan  | Gökhan Hasta           |
| 2016-2017 | Non disputé      |                     |                        |
| 2018      | Onur Balkan      | Ivan Balykin        | Théry Schir            |
| 2019      | Batuhan Özgür    | Ahmet Örken         | Onur Balkan            |
| 2020      | Artur Ershov     | Maxim Piskunov      | Vincent Louiche        |
| 2021      | Anatoliy Budyak  | Ulises Castillo     | Carlos Julián Quintero |

### Juniors
| Année | Vainqueur    | Deuxième    | Troisième           |
| ----- | ------------ | ----------- | ------------------- |
| 2010  | Mevlüt Erkan | Fatih Keleş | Aleksandar Aleksiev |